# AgustaWestland AW101
AgustaWestland AW101 — вертолёт средней грузоподъёмности, используемый как в военных, так и в гражданских целях. Первоначально вертолёт разрабатывался совместно компаниями Westland Helicopters (Великобритания) и Agusta (Италия), точнее их совместным предприятием EH Industries Limited (EHI), и имел индекс EH101. Позже после слияния разработчиков и образования AgustaWestland вертолёт получил новое обозначение AW101. В вооружённых силах Великобритании, Дании и Португалии для AgustaWestland AW101 используется также наименование Merlin. В США лицезионная версия AW101 имеет обозначение VH-71 Kestrel, в Канаде — CH-149 Cormorant .
Впервые вертолёт поднялся в воздух 9 октября 1987 года. В 1997 году был заключён первый контракт на серийное производство вертолётов для английской армии. Всего вертолёт или его модификации производились в пяти странах: Великобритании, Италии, США, Канаде и Японии.

## Тактико-технические характеристики

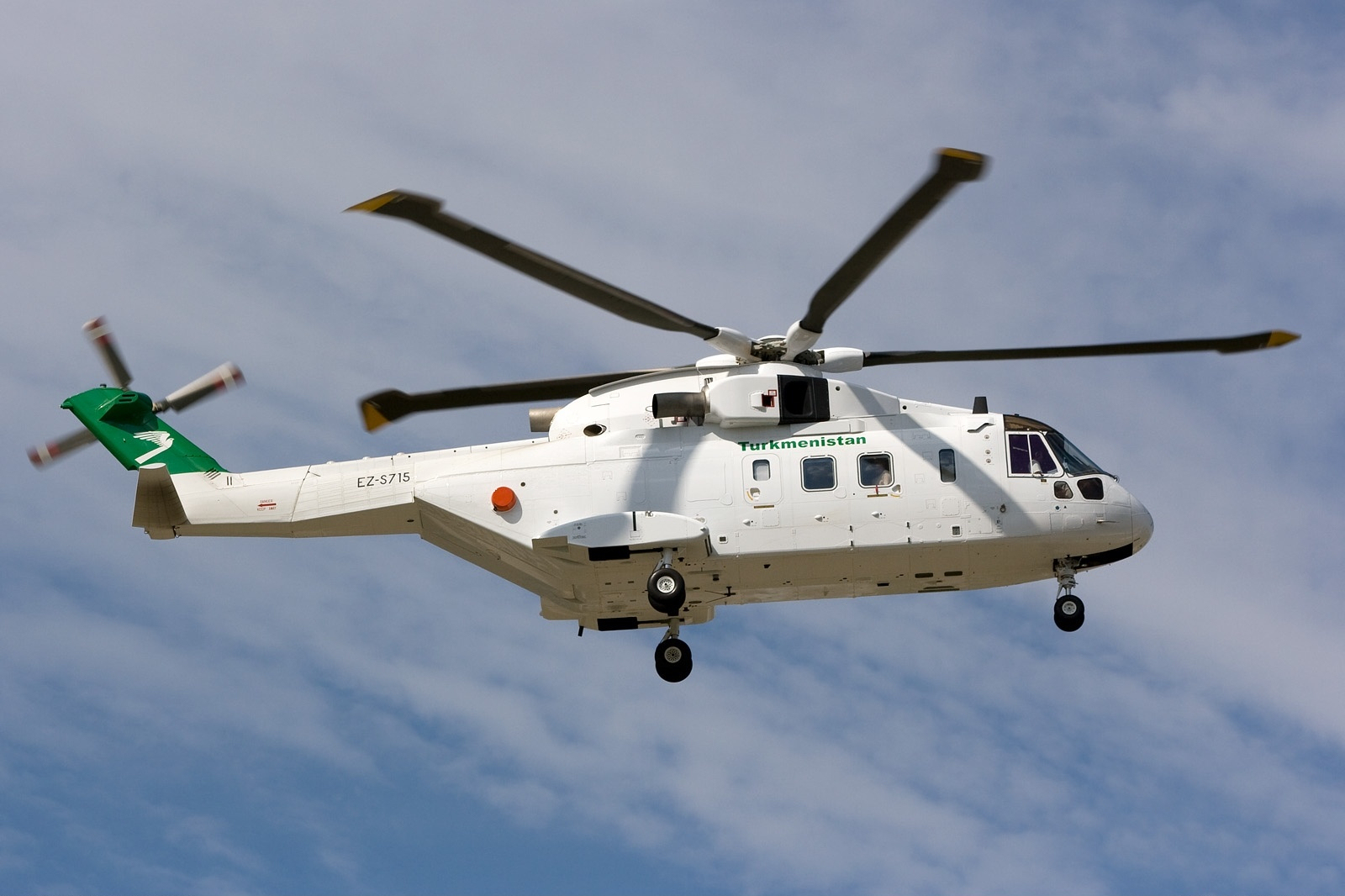
Вертолёт авиакомпании Turkmenistan Airlines

Приведены данные для военно-транспортного варианта Merlin HM.Mk 1(2).
Источник данных: Jane's 

Технические характеристики
- Экипаж: 1-2 человека (+2 оператора у противолодочных вариантов)
- Пассажировместимость: 30 солдат или 16 раненых на носилках
- Длина: 22,8 м
- Длина фюзеляжа: 19,53 м
- Диаметр несущего винта: 18,59 м
- Диаметр рулевого винта: 4,01 м
- Максимальная ширина фюзеляжа: 2,8 м (без спонсонов)
- Высота: 6,62 м (с хвостовым винтом)
- Площадь, ометаемая несущим винтом: 271,51 м²
- База шасси: 6,98 м
- Колея шасси: 4,55 м
- Масса пустого: 10 500 кг
- Нормальная взлётная масса: 14 600 кг
- Максимальная взлётная масса: 15 600 кг
- Масса полезной нагрузки на подвеске: 5 443 кг
- Масса топлива во внутренних баках: 3 406 кг
- Силовая установка: 3 × турбовальных Rolls-Royce Turbomeca RTM322[англ.] (с 1990 г. по 2020 г.)
Вторая cиловая установка: 3 × турбовальных General Electric T700[англ.] (с 1990 г. по н.в.)
- Мощность двигателей: 3 × 1545 кВт (2101 л. с.) (RR) или 3 × 1600 кВт (2200 л. с.) (GE)
Габариты грузовой кабины
- Длина: 7,09 м
- Ширина: 2,49 м
- Полезный объём: 29,0 м²

Лётные характеристики
- Максимально допустимая скорость: 309 км/ч
- Крейсерская скорость: 278 км/ч (RR) / 277 км/ч (GE)[2]
- Практическая дальность: 1 129 км (RR) / 1 500 км (GE)[2]
- Продолжительность полёта: 5 часов (RR) / 7,7 часов (GE)[2]
- Практический потолок: 4 575 м (RR) / 3 307 м (GE)[2]
- Статический потолок:  
  - с использованием эффекта земли: 2 225 м
  - без использования эффекта земли: 1 128 м
- Скороподъёмность: 10,2 м/с  (RR) / 9,5 м/с (GE)[2]
- Нагрузка на диск: 53,8 кг/м²
- Тяговооружённость: 284,9 Вт/кг
- Максимальная эксплуатационная перегрузка: + 3 g

Вооружение
- Стрелково-пушечное: до 5 пулемётов у военно-транспортных вариантов
- Боевая нагрузка: 960 кг различного вооружения
  - 4 × торпеды (Королевские ВМС: Mk.46; ВМС Италии: Eurotorp MU90)
  - глубинные бомбы (включая Mk.11 mod 3)
- Управляемые ракеты: 2 × ПКР (ВМС Италии: Marte Mk.2/S)
- Неуправляемые ракеты: возможна подвеска блоков